# La Queue en trompette
La Queue en trompette, publié en février 1997, est le 168e roman de la série « San-Antonio », écrit par Frédéric Dard sous le nom de plume de San-Antonio  (ISBN 2265078417).
Le roman évoque les aventures du commissaire San-Antonio qui enquête sur une série de meurtres gravitant autour de la mystérieuse Eléonore. Le récit se déroule en Île-de-France et en Charente-Maritime.
Le titre du roman se réfère humoristiquement à l'expression « nez en trompette », appliquée ici à la queue du chien Salami. 

## Personnages principaux
- Personnages récurrents
  - San-Antonio : héros du roman, commissaire de police.
  - Alexandre-Benoît Bérurier : inspecteur de police.
  - Le Vieux : patron du commissaire.

- Personnages liés à ce roman
  - Éléonore

## Résumé
- Mise en place de l'intrigue

Le Vieux, qui est hospitalisé pour une fracture du fémur, offre à San-Antonio la garde de Salami, un chien intelligent. 
Alors que ses collègues et amis (Bérurier, Pinaud, M. Blanc, Berthe, Mme Pinuche) viennent par surprise fêter son anniversaire à Saint-Cloud, le téléphone sonne et San-Antonio entend un curieux appel à l'aide. 
Ceci le conduit à enquêter sur une série de meurtres qui gravitent autour de la mystérieuse Eléonore. 
- Aventures et développements

Lors de l'enquête, il va échapper aux bombes qui détruisent sa Ferrari puis manquent de faire exploser son pavillon de Saint-Cloud.
- Dénouement

## Autour du roman
Première apparition du chien Salami.